# Escaudes
Escaudes  est une commune française, située dans le département de la Gironde en région Nouvelle-Aquitaine.

## Géographie

### Localisation
Escaudes est un village gascon de la vallée du Ciron, dans le massif forestier du Sud-Gironde.
La commune se trouve, au sud-est du département, dans l'est des Landes de Gascogne, à 74 km au sud-est de Bordeaux, chef-lieu du département, à 30 km au sud de Langon, chef-lieu d'arrondissement et à 6,5 km au nord-est de Captieux, ancien chef-lieu de canton.
La commune se trouve dans l'aire d'attraction de Bazas et dans son bassin de vie, ainsi que dans la zone d'emploi de Langon

### Communes limitrophes
Les communes limitrophes en sont Cudos au nord sur environ un kilomètre, Lerm-et-Musset à l'est, Giscos au sud, Captieux à l'ouest et Bernos-Beaulac au nord-ouest.
| Bernos-Beaulac | Cudos    |                |
| Captieux       | Escaudes | Lerm-et-Musset |
|                | Giscos   |                |

### Géologie et relief
La superficie de la commune est de 25,77 km2 ; son altitude varie de 60  à   107 mètres.

### Hydrographie

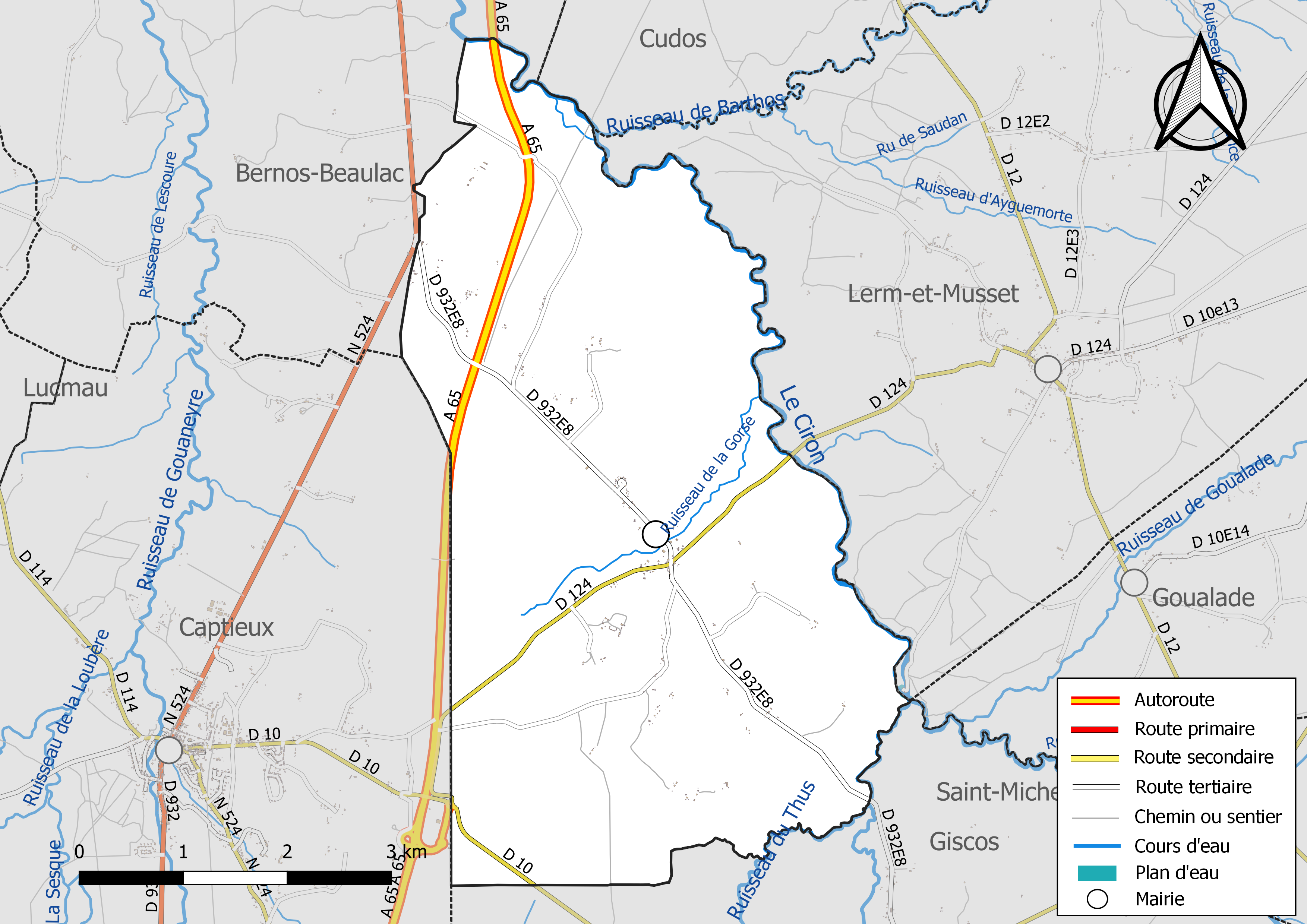
Carte hydrographique de la commune et de ses réseaux de transport.

Le territoire de la commune est limité à l'est par le lit du Ciron, un affluent en rive gauche du fleuve la Garonne.
Le ruisseau de la Gorse y conflue.

### Climat
Pour des articles plus généraux, voir Climat de la Nouvelle-Aquitaine et Climat de la Gironde.
Historiquement, la commune est exposée à un climat océanique aquitain.
En 2020, Météo-France publie une typologie des climats de la France métropolitaine dans laquelle la commune est exposée à un climat océanique et est dans la région climatique Aquitaine, Gascogne, caractérisée par une pluviométrie abondante au printemps, modérée en automne, un faible ensoleillement au printemps, un été chaud (19,5 °C), des vents faibles, des brouillards fréquents en automne et en hiver et des orages fréquents en été (15 à 20 jours).
Pour la période 1971-2000, la température annuelle moyenne est de 12,7 °C, avec une amplitude thermique annuelle de 14,5 °C. Le cumul annuel moyen de précipitations est de 894 mm, avec 11,7 jours de précipitations en janvier et 7 jours en juillet. Pour la période 1991-2020, la température moyenne annuelle observée sur la station météorologique la plus proche, située sur la commune de Saint-Martin-Curton à 17,09 km à vol d'oiseau, est de 13,7 °C et le cumul annuel moyen de précipitations est de 867,2 mm,. Pour l'avenir, les paramètres climatiques de la commune estimés pour 2050 selon différents scénarios d’émission de gaz à effet de serre sont consultables sur un site dédié publié par Météo-France en novembre 2022.

## Urbanisme

### Typologie
Au 1er janvier 2024, Escaudes est catégorisée commune rurale à habitat très dispersé, selon la nouvelle grille communale de densité à sept niveaux définie par l'Insee en 2022.
Elle est située hors unité urbaine. Par ailleurs la commune fait partie de l'aire d'attraction de Bazas, dont elle est une commune de la couronne,. Cette aire, qui regroupe 18 communes, est catégorisée dans les aires de moins de 50 000 habitants,.

### Occupation des sols

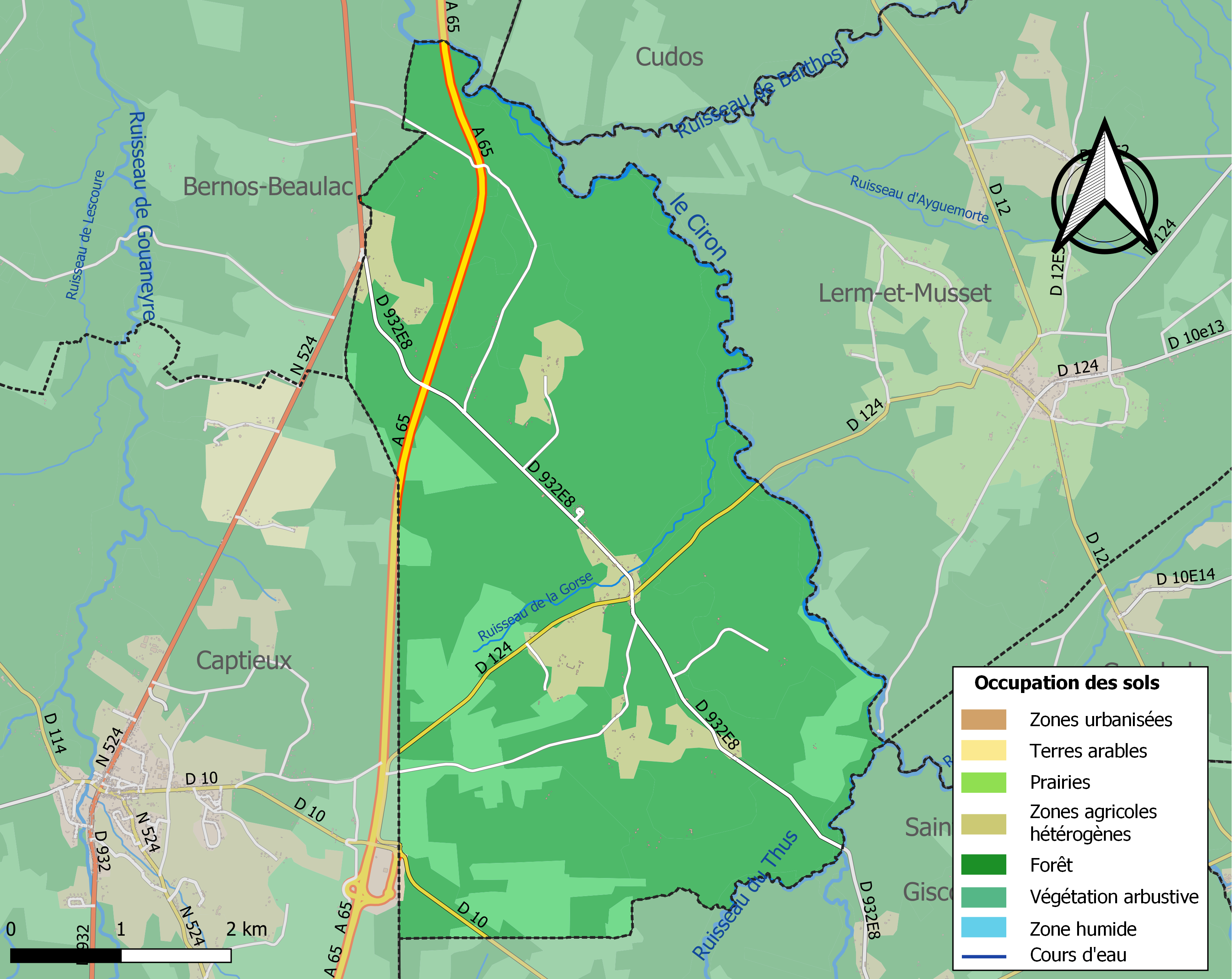
Carte des infrastructures et de l'occupation des sols de la commune en 2018 (CLC).

L'occupation des sols de la commune, telle qu'elle ressort de la base de données européenne d’occupation biophysique des sols Corine Land Cover (CLC), est marquée par l'importance des forêts et milieux semi-naturels (93,5 % en 2018), une proportion sensiblement équivalente à celle de 1990 (93,6 %).
La répartition détaillée en 2018 est la suivante : forêts (80,6 %), milieux à végétation arbustive et/ou herbacée (12,9 %), zones agricoles hétérogènes (6,4 %), zones industrielles ou commerciales et réseaux de communication (0,2 %).
L'évolution de l’occupation des sols de la commune et de ses infrastructures peut être observée sur les différentes représentations cartographiques du territoire : la carte de Cassini (XVIIIe siècle), la carte d'état-major (1820-1866) et les cartes ou photos aériennes de l'IGN pour la période actuelle (1950 à aujourd'hui).

### Habitat et logement
En 2021, le nombre total de logements dans la commune était de 105, alors qu'il était de 100 en 2016 et de 97 en 2011.
Parmi ces logements, 74,3 % étaient des résidences principales, 17,1 % des résidences secondaires et 8,6 % des logements vacants. Ces logements étaient pour 97,1 % d'entre eux des maisons individuelles et pour 2,9 % des appartements.
Le tableau ci-dessous présente la typologie des logements à Escaudes en 2021 en comparaison avec celle de la Gironde et de la France entière. Une caractéristique marquante du parc de logements est ainsi une proportion de résidences secondaires et logements occasionnels (17,1 %) supérieure à celle du département (8,9 %) et à celle de la France entière (9,7 %).
| Typologie                                               | Escaudes | Gironde | France entière |
| ------------------------------------------------------- | -------- | ------- | -------------- |
| Résidences principales (en %)                           | 74,3     | 84,9    | 82,2           |
| Résidences secondaires et logements occasionnels (en %) | 17,1     | 8,9     | 9,7            |
| Logements vacants (en %)                                | 8,6      | 6,2     | 8,1            |

### Projets d'aménagement
La commune est concernée par le tracé de la ligne à grande vitesse  de Bordeaux à Toulouse du grand projet ferroviaire du Sud-Ouest (GPSO),,.

### Voies de communication et transports
La commune est traversée, dans le bourg, par la route départementale RD 124 qui relie Captieux au sud-ouest à Lerm-et-Musset au nord-est et par la route départementale RD 932e8 qui relie Bernos-Beaulac et la route nationale 524 au nord-ouest à Giscos au sud-est.
L'accès le plus proche à l'autoroute A62 (Bordeaux-Toulouse) est celui de Langon, distant de 30 km par la route vers le nord.
L'accès Captieux à l'autoroute A65 (Langon-Pau) qui traverse l'ouest du territoire communal, se situe à 4,5 km vers le sud-ouest.
La gare SNCF la plus proche est celle, distante de 31 km par la route vers le nord, de Langon sur la ligne Bordeaux-Sète du TER Nouvelle-Aquitaine.

### Énergie
Un projet de parc photovoltaïque est envisagé depuis 2019 par Renners Energies (ex-Terre & Watts) sur un terrain de 36 ha sur des parcelles forestières situées entre l’autoroute et le tracé de la future ligne à grande vitesse. L'entreprise conteste en justice le refus qui lui a été opposé par la commune et le préfet.
La création  d'une ligne de transport d'électricité à 400 000 V qui survolerait la commune est envisagé par RTE afin de relier le territoire des Landes de Gascogne au Sud-Gironde et jusqu’au poste électrique de Cantegrit-Saucats vers 2032.

### Risques naturels et technologiques
Le territoire de la commune d'Escaudes est vulnérable à différents aléas naturels : météorologiques (tempête, orage, neige, grand froid, canicule ou sécheresse), inondations, feux de forêts et séisme (sismicité très faible). Un site publié par le BRGM permet d'évaluer simplement et rapidement les risques d'un bien localisé soit par son adresse soit par le numéro de sa parcelle.
La commune a été reconnue en état de catastrophe naturelle au titre des dommages causés par les inondations et coulées de boue survenues en 1982, 1999, 2009 et 2020,.
Escaudes est exposée au risque de feu de forêt. Depuis le 20 avril 2016, les départements de la Gironde, des Landes et de Lot-et-Garonne disposent d’un règlement interdépartemental de protection de la forêt contre les incendies. Ce règlement vise à mieux prévenir les incendies de forêt, à faciliter les interventions des services et à limiter les conséquences, que ce soit par le débroussaillement, la limitation de l’apport du feu ou la réglementation des activités en forêt. Il définit en particulier cinq niveaux de vigilance croissants auxquels sont associés différentes mesures,.

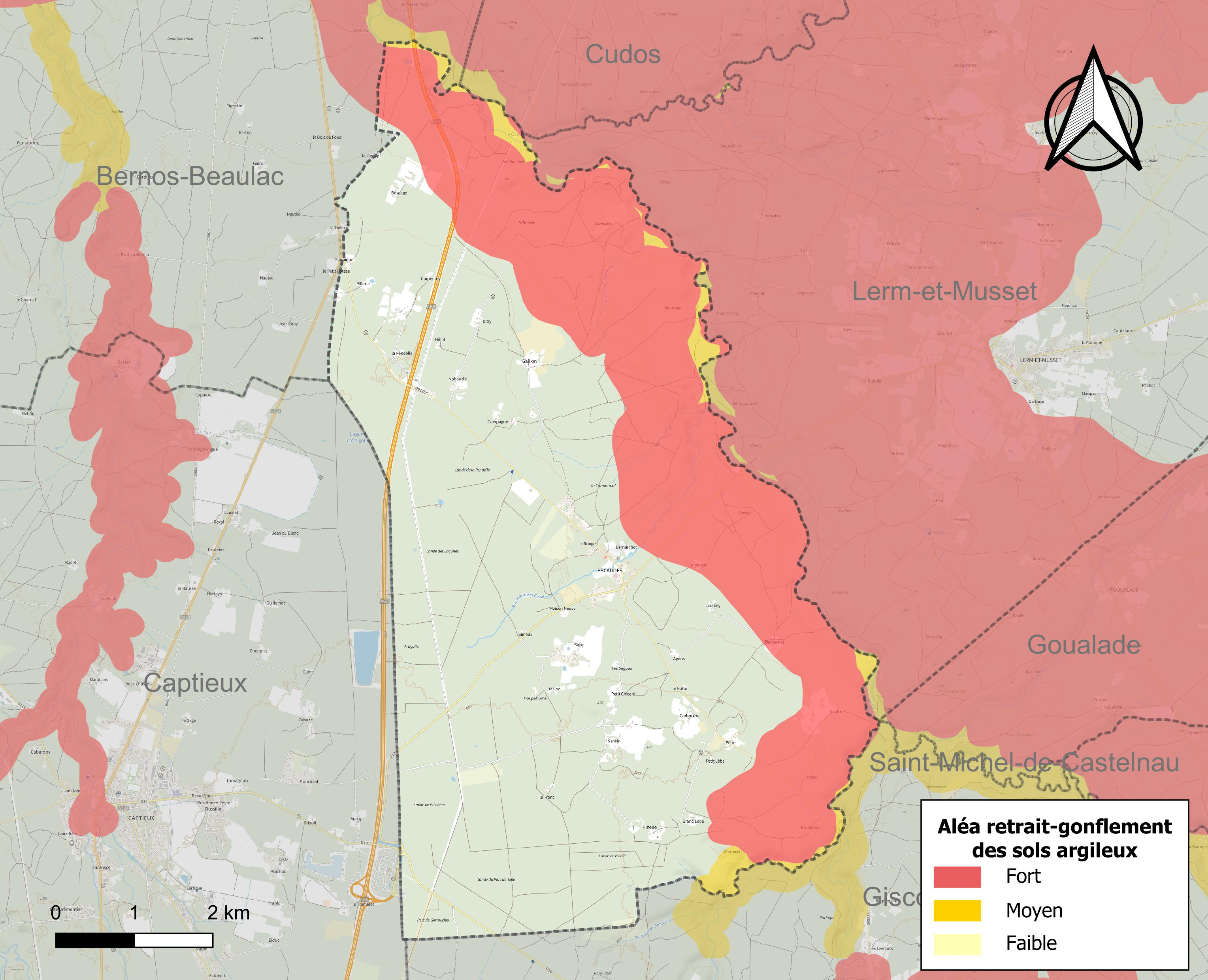
Carte des zones d'aléa retrait-gonflement des sols argileux d'Escaudes.

Le retrait-gonflement des sols argileux est susceptible d'engendrer des dommages importants aux bâtiments en cas d’alternance de périodes de sécheresse et de pluie. 33,5 % de la superficie communale est en aléa moyen ou fort (67,4 % au niveau départemental et 48,5 % au niveau national). Sur les 102 bâtiments dénombrés sur la commune en 2019, 4 sont en aléa moyen ou fort, soit 4 %, à comparer aux 84 % au niveau départemental et 54 % au niveau national. Une cartographie de l'exposition du territoire national au retrait gonflement des sols argileux est disponible sur le site du BRGM,.
Par ailleurs, afin de mieux appréhender le risque d’affaissement de terrain, l'inventaire national des cavités souterraines permet de localiser celles situées sur la commune.
Concernant les mouvements de terrains, la commune a été reconnue en état de catastrophe naturelle au titre des dommages causés par la sécheresse en 2011 et par des mouvements de terrain en 1999.

## Toponymie
Le nom dérive du latin squalidas [terras] "terres incultes" (squālǐdas > squāldas [disparition de la voyelle brève] > scāudas [simplification qu > c et vocalisation l > ǔ typique du gascon] > escaudes [e avant s initial + consonne, a atone prononcé [ə] en gascon occidental]).
Une étymologie populaire fantaisiste fait dériver le nom de "aygues caudes" (aigas caudas), soit "eaux chaudes", les habitants du lieu reconnaissant "caudes". Néanmoins, "aygues" ne peut pas mener à "es-" selon les lois de la phonétique historique.
Le nom de la commune en gascon est Escaudas.

## Histoire

### Époque contemporaine
La paroisse d'Escaudes a été instaurée commune par l'Assemblée nationale en 1789 et est répertoriée comme telle sous la Convention en 1793. En 1817, elle est réunie à la commune de Captieux puis à nouveau séparée en 1836,.

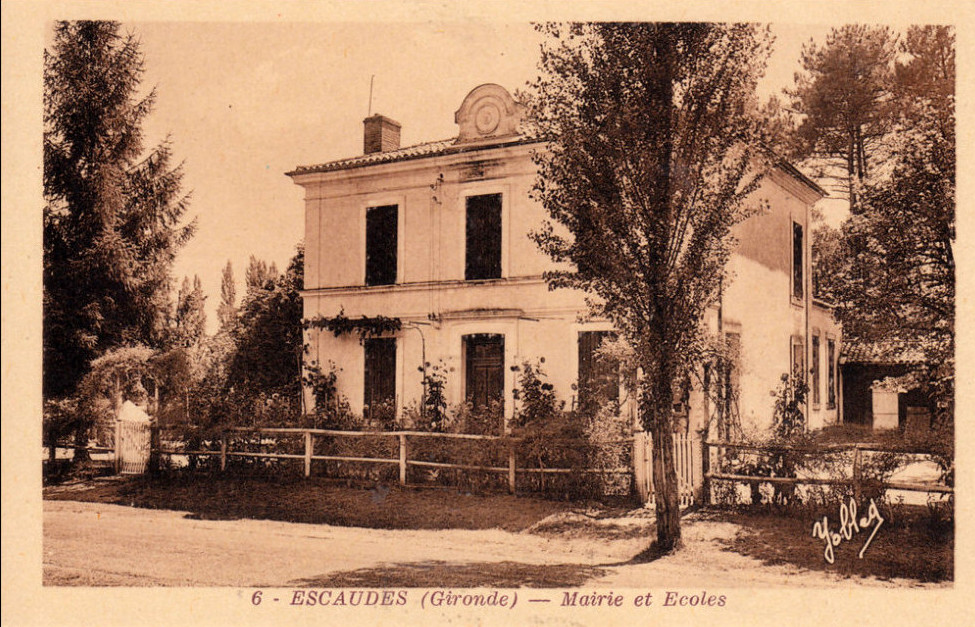
La mairie-écoles.
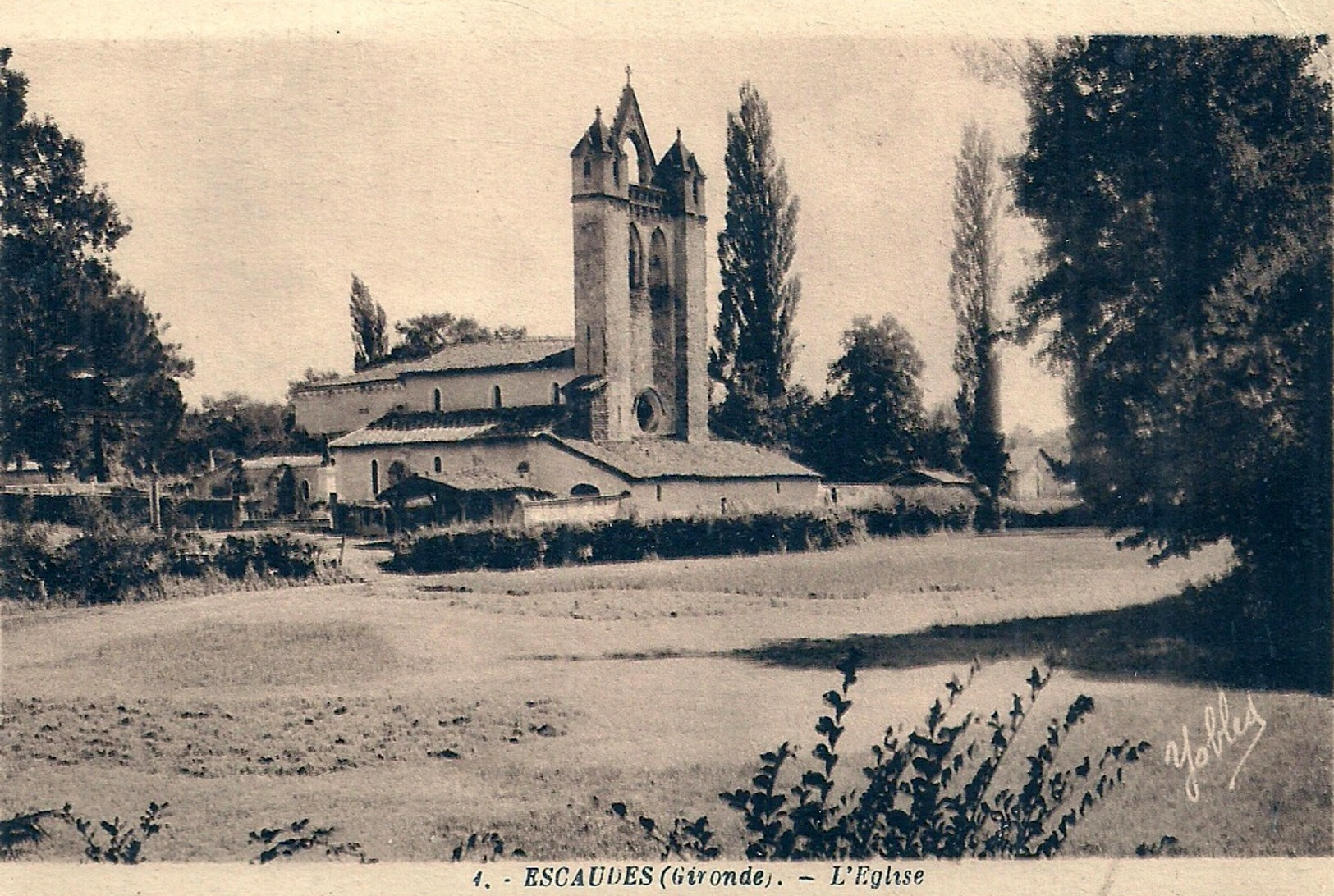
L'église.
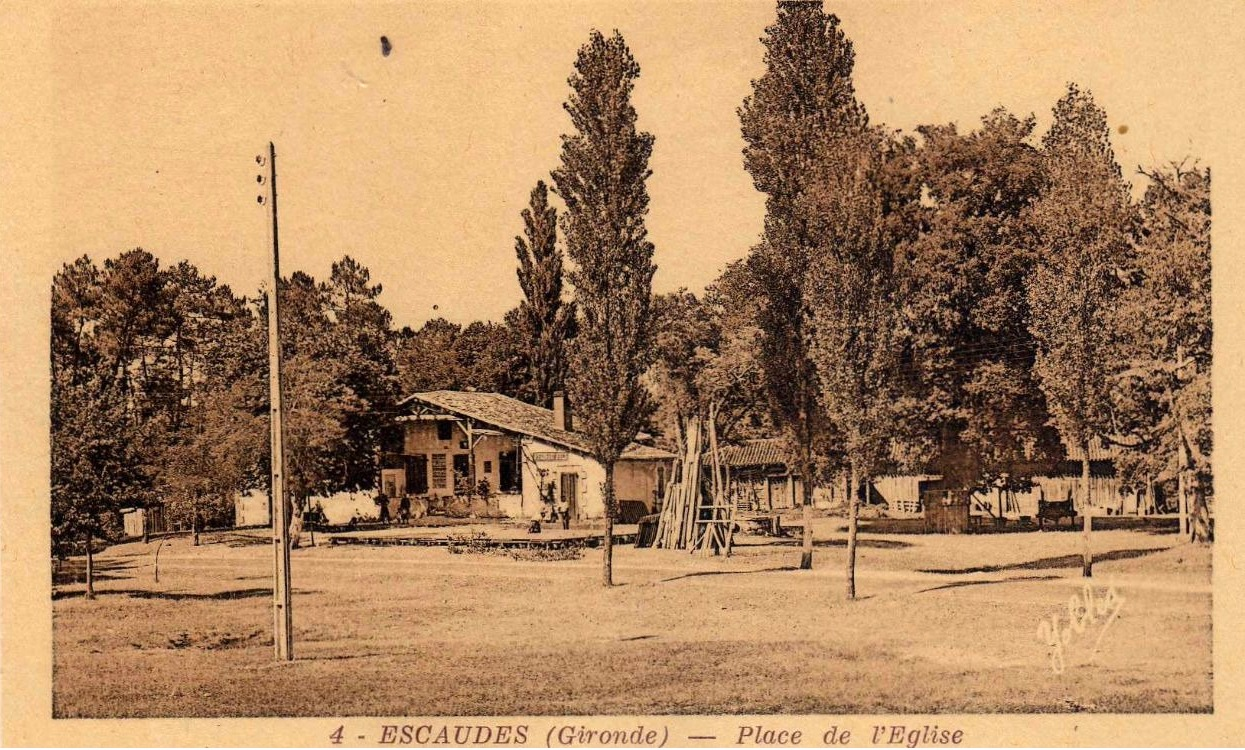
La place de l'église.
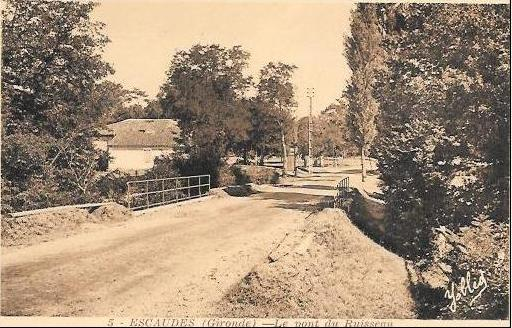
Le pont du ruisseau.
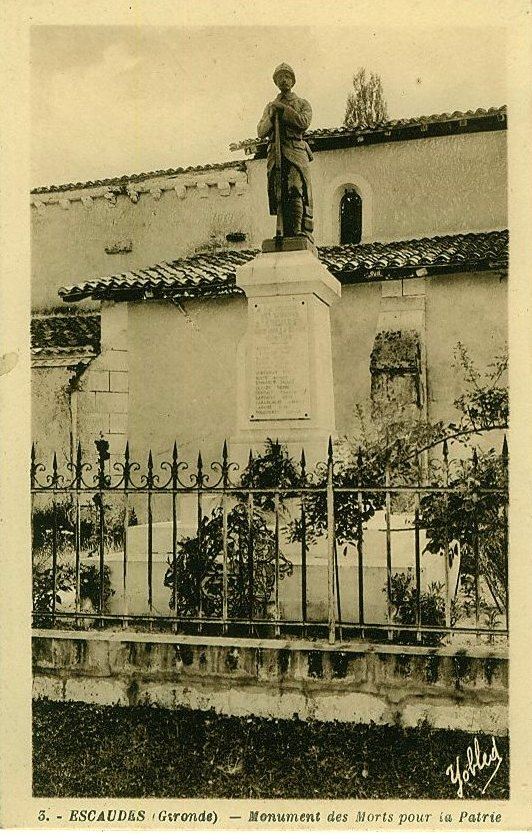
Le monument aux morts.

## Politique et administration

### Communauté de communes
Le 1er janvier 2014, la communauté de communes de Captieux-Grignols ayant été supprimée, la commune d'Escaudes s'est retrouvée intégrée à la communauté de communes du Bazadais siégeant à Bazas.

### Rattachements administratifs et électoraux

#### Rattachements administratifs
La commune se trouve depuis 1926 dans l'arrondissement de Langon du département de la Gironde.
Elle faisait partie depuis 1793 du canton de Captieux. Dans le cadre du redécoupage cantonal de 2014 en France, cette circonscription administrative territoriale a disparu, et le canton n'est plus qu'une circonscription électorale.

#### Rattachements électoraux
Pour les élections départementales, la commune fait partie depuis 2014 du canton du Sud-Gironde.
Pour l'élection des députés, elle fait partie de la neuvième circonscription de la Gironde.

### Intercommunalité
Escaudes était membre de la communauté de communes de Captieux-Grignols, un établissement public de coopération intercommunale (EPCI) à fiscalité propre créé en 2001 et auquel la commune avait transféré un certain nombre de ses compétences, dans les conditions déterminées par le code général des collectivités territoriales.
Dans le cadre des dispositions de la loi portant nouvelle organisation territoriale de la République du 7 août 2015, qui prévoit que les établissements publics de coopération intercommunale (EPCI) à fiscalité propre doivent avoir un minimum de 15 000 habitants, cette intercommunalité a fusionné le 1er janvier 2017 au sein de la communauté de communes du Bazadais, dont est désormais membre la commune.

### Liste des maires
| Période                                  | Période                        | Identité            | Étiquette | Qualité                                  |
| ---------------------------------------- | ------------------------------ | ------------------- | --------- | ---------------------------------------- |
| Les données manquantes sont à compléter. |                                |                     |           |                                          |
|                                          |                                |                     |           |                                          |
| novembre 1944                            | décembre 1967                  | Noël Darroman       |           | Démissionnaire                           |
| janvier 1968                             | mars 2001                      | Georges Lataste     |           | Chevalier de l'Ordre national du Mérite  |
| mars 2001                                | mars 2014                      | Christian Mansencal |           |                                          |
| mars 2014                                | décembre 2022                  | Bernard Tulars      |           | Cheminot retraité Démissionnaire         |
| décembre 2022                            | En cours (au 31 novembre 2023) | Philippe Monnier    |           | Chef d'entreprise de 10 salariés ou plus |

## Équipements et services publics

### Enseignement
Les enfants de la commune sont scolarisés au groupe scolaire de Captieux. Ils poursuivent leurs études au collège Ausone  de Bazas.

## Population et société
Les habitants sont appelés les Escaudais.

### Démographie
L'évolution du nombre d'habitants est connue à travers les recensements de la population effectués dans la commune depuis 1793. Pour les communes de moins de 10 000 habitants, une enquête de recensement portant sur toute la population est réalisée tous les cinq ans, les populations de référence des années intermédiaires étant quant à elles estimées par interpolation ou extrapolation. Pour la commune, le premier recensement exhaustif entrant dans le cadre du nouveau dispositif a été réalisé en 2005.

En 2022, la commune comptait 167 habitants, en évolution de +9,15 % par rapport à 2016 (Gironde : +6,91 %, France hors Mayotte : +2,11 %).
| 1793 | 1800 | 1806 | 1836 | 1841 | 1846 | 1851 | 1856 | 1861 |
| ---- | ---- | ---- | ---- | ---- | ---- | ---- | ---- | ---- |
| 457  | 503  | 562  | 550  | 483  | 484  | 501  | 485  | 482  |

| 1866 | 1872 | 1876 | 1881 | 1886 | 1891 | 1896 | 1901 | 1906 |
| ---- | ---- | ---- | ---- | ---- | ---- | ---- | ---- | ---- |
| 456  | 441  | 435  | 444  | 403  | 392  | 388  | 398  | 404  |

| 1911 | 1921 | 1926 | 1931 | 1936 | 1946 | 1954 | 1962 | 1968 |
| ---- | ---- | ---- | ---- | ---- | ---- | ---- | ---- | ---- |
| 398  | 364  | 360  | 365  | 354  | 307  | 265  | 267  | 230  |

| 1975 | 1982 | 1990 | 1999 | 2005 | 2006 | 2010 | 2015 | 2020 |
| ---- | ---- | ---- | ---- | ---- | ---- | ---- | ---- | ---- |
| 197  | 175  | 172  | 167  | 143  | 141  | 150  | 155  | 160  |

| 2022 | - | - | - | - | - | - | - | - |
| ---- | - | - | - | - | - | - | - | - |
| 167  | - | - | - | - | - | - | - | - |

### Manifestations culturelles et festivités
Le festival de musique Noutic Zik, dont la 11e édition se tient en août 2021.

## Culture locale et patrimoine

### Lieux et monuments
- L'église Notre-Dame  Inscrite MH (1925)[40], de style roman, est initialement construite vers le XIIe ou le XIIIe siècle ; elle comporte, entre autres, une longue nef à deux collatéraux, un grand porche surmonté d'un clocher mur à trois pignons du XVIe siècle[28] ; elle est inscrite au titre des monuments historiques depuis 1925.
- Le château du Boscage  Inscrit MH (2000)[41], construit vers la fin du XVIIe siècle
- Le monument aux morts situé à côté de l'église, surmonté de la statue du Poilu au repos, réalisée par Étienne Camus.
- Ancien métier à ferrer les bœufs[42].

- Circuit de promenade[42].

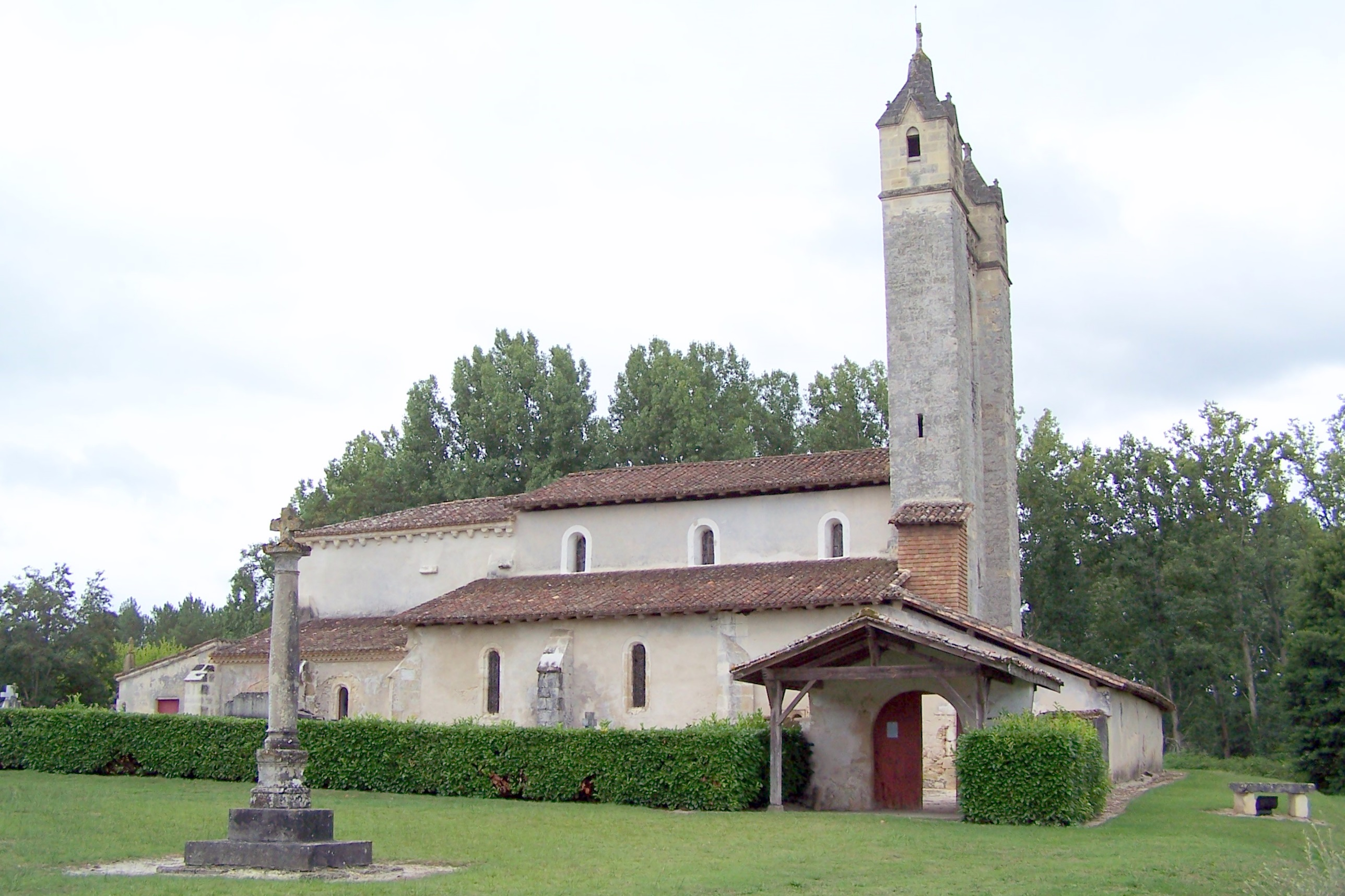
L'église Notre-Dame (juil. 2011)
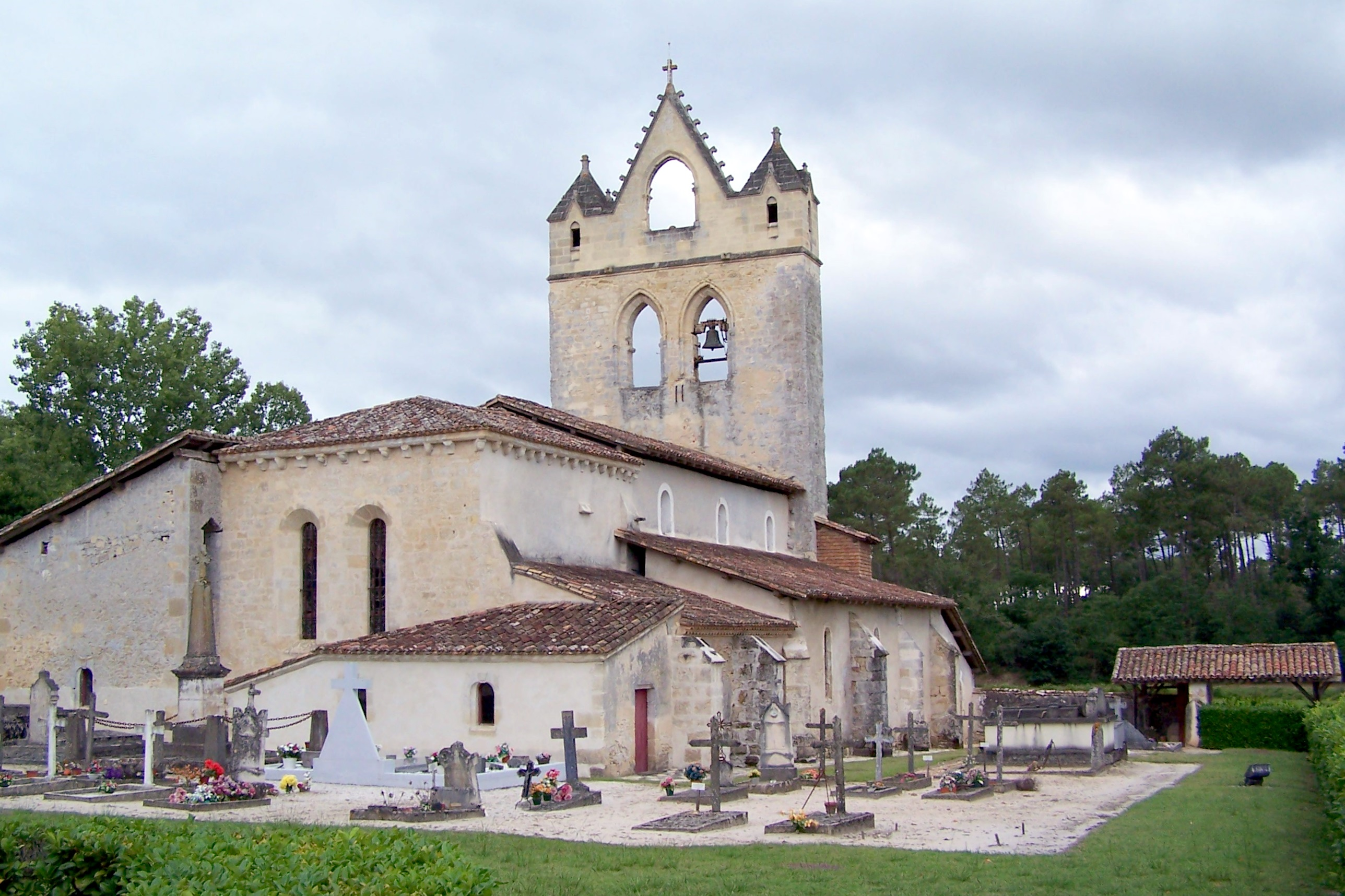
L'église Notre-Dame vue du cimetière (juil. 2011)
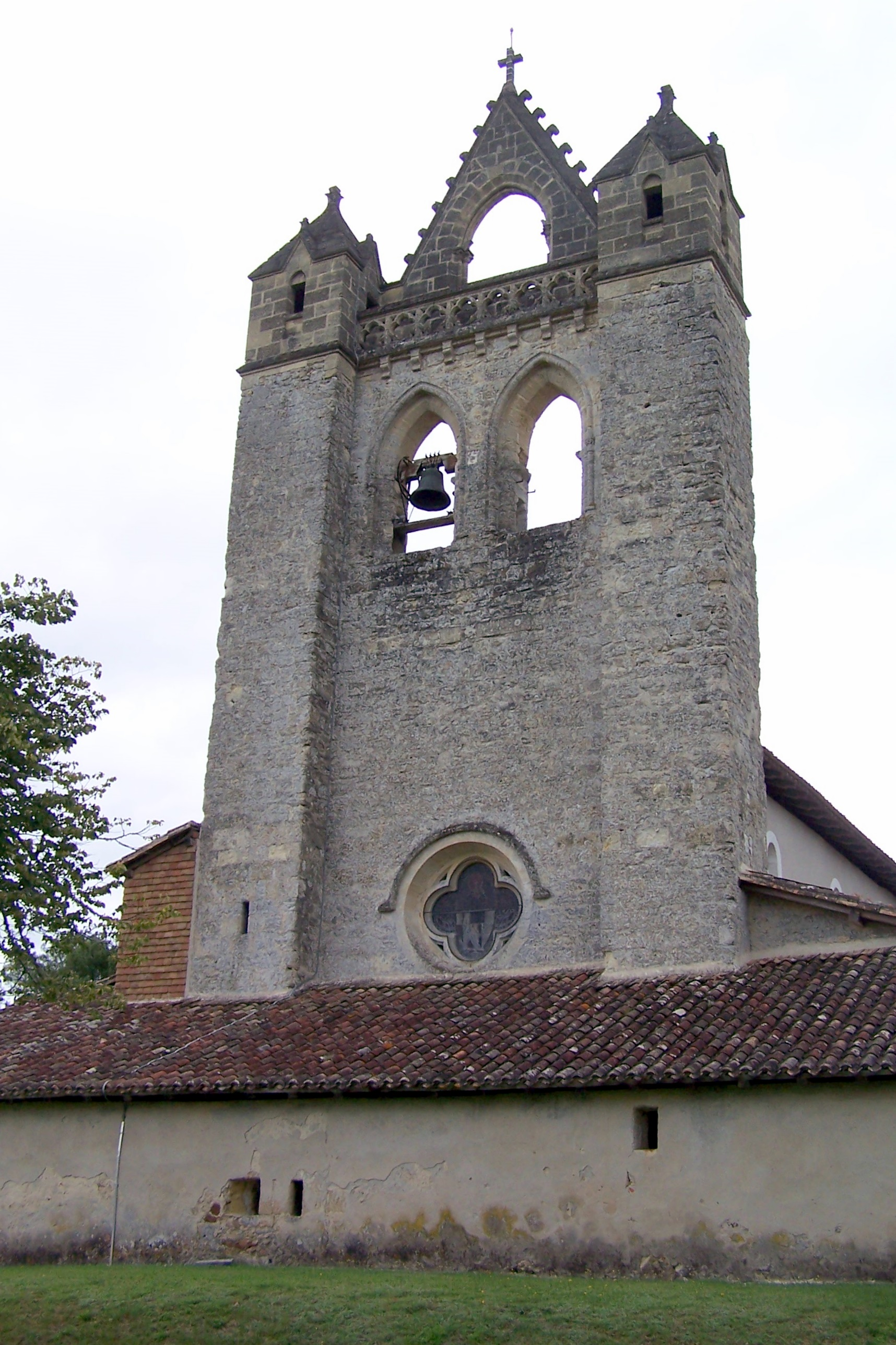
Le clocher-mur de l'église (juil. 2011)
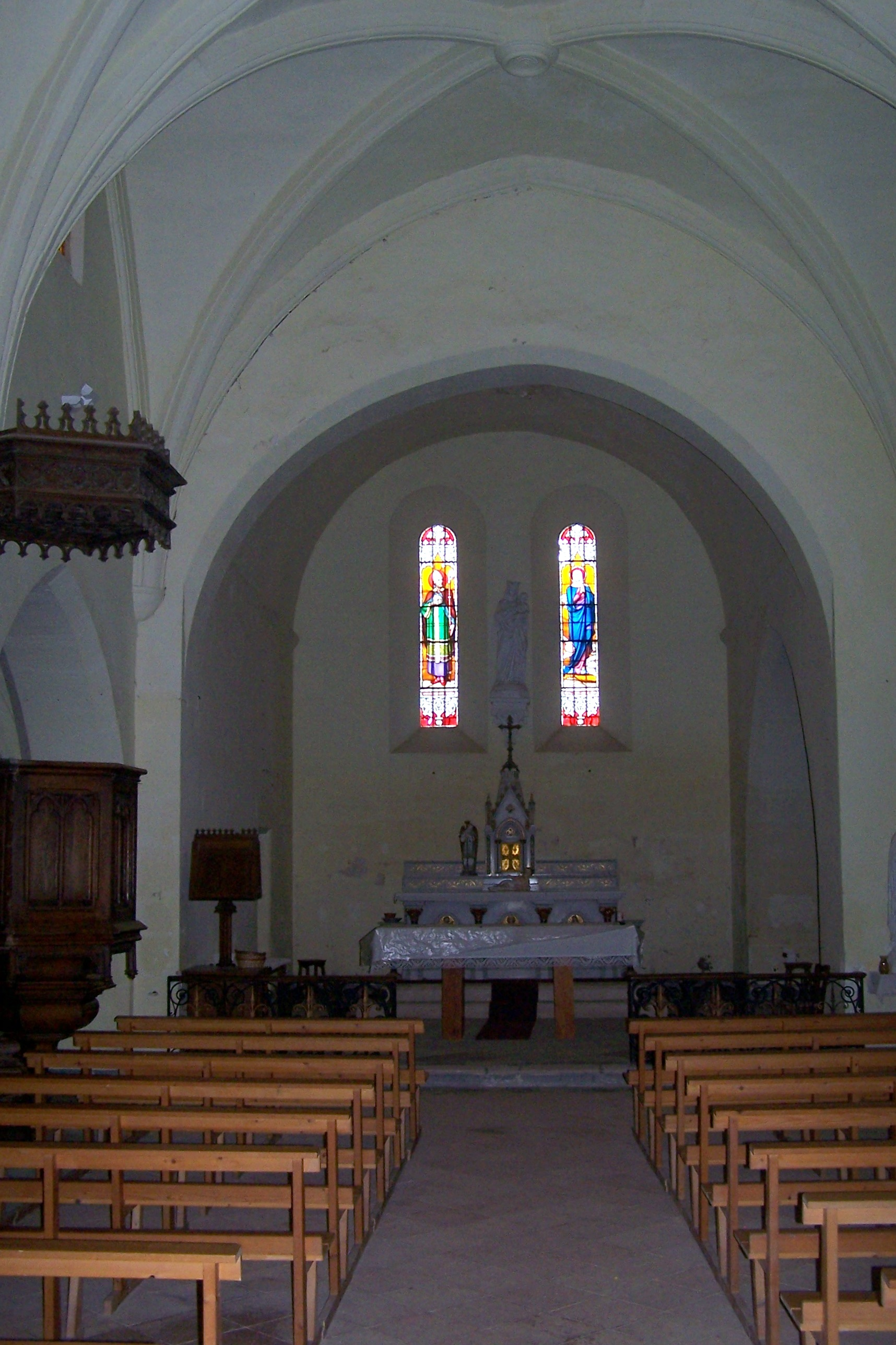
La nef centrale de l'église (juil. 2011)
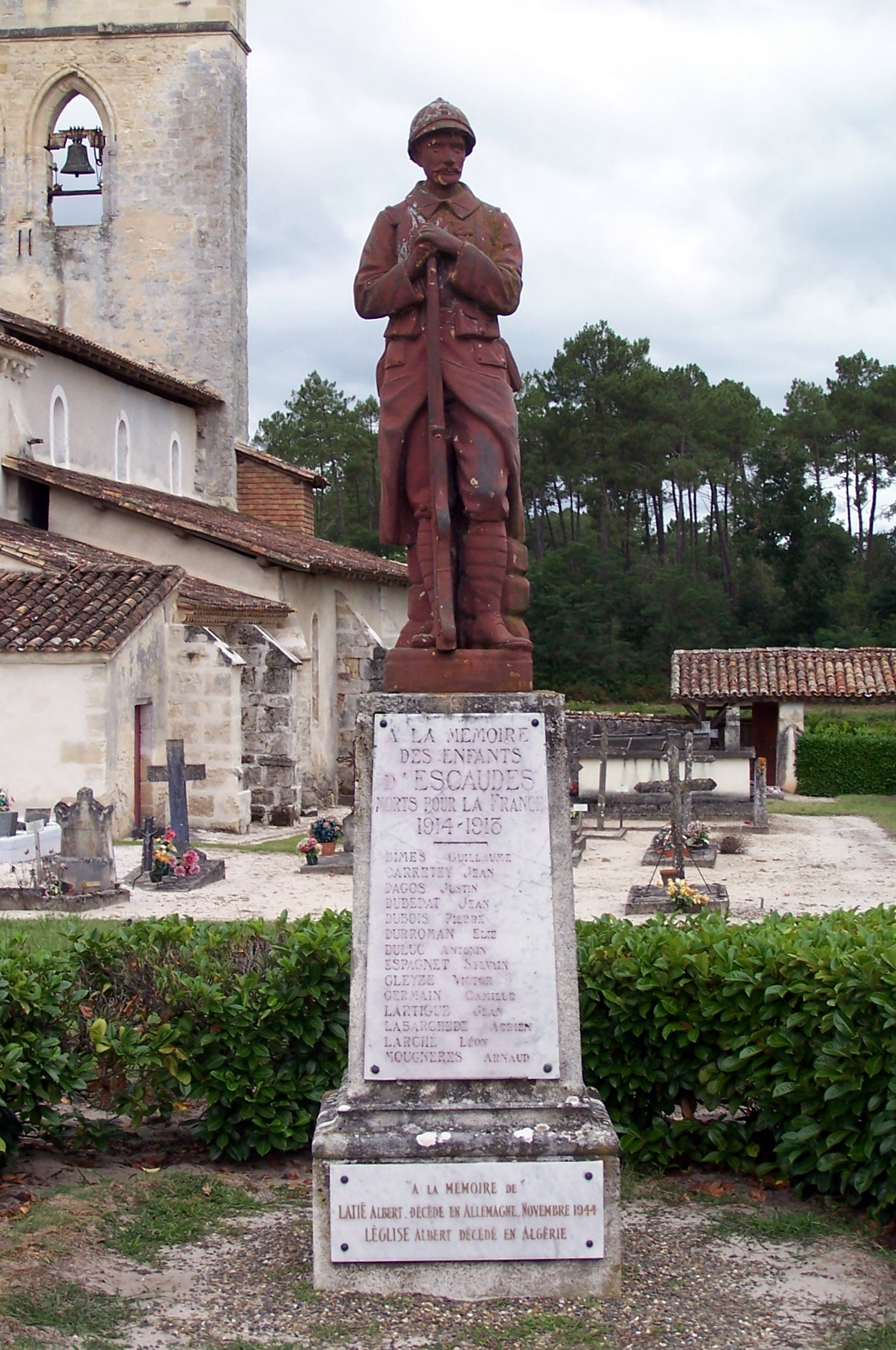
Le monument aux morts dans le cimetière (juil. 2011)

### Personnalités liées à la commune
- Dominique Bentejac (1944-2022), cavalier français de concours complet, habitait la commune[43].

## Pour approfondir